# NGC 1851
NGC 1851 ist die Bezeichnung eines Kugelsternhaufens im Sternbild Columba. NGC 1851 hat einen Durchmesser von 12 Bogenminuten. Dieser Haufen, der nur von Südeuropa oder südlicheren Breiten sichtbar ist, ist einer der wenigen Kugelsternhaufen am Winterhimmel. Diese Tatsache erhielt zusätzliche Brisanz durch die Entdeckung der Canis-Major-Zwerggalaxie im Jahre 2003. Genau wie Messier 79 und NGC 2808 scheint dieser Sternhaufen seinen Ursprung nicht im Milchstraßensystem zu haben, sondern wurde zusammen mit jener Zwerggalaxie eingefangen.
Das Objekt wurde im Jahr 1826 von dem schottischen Astronomen James Dunlop entdeckt.

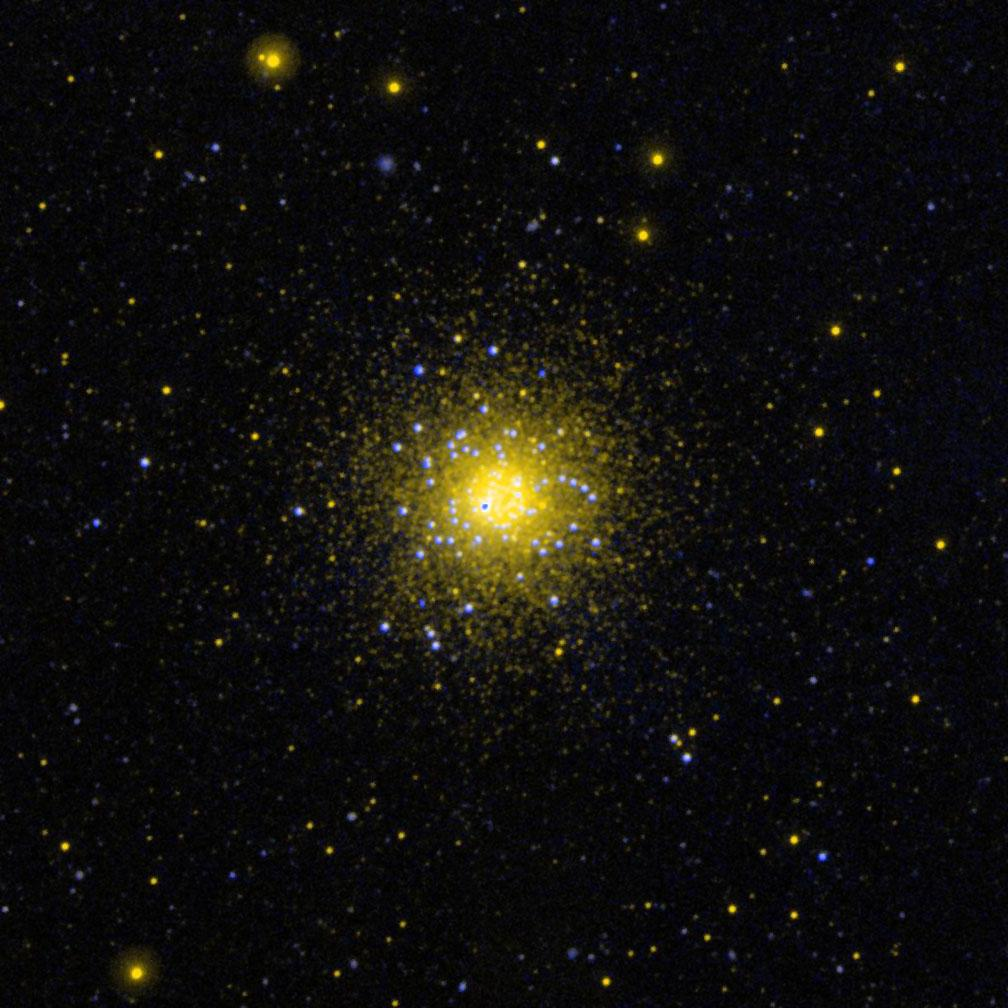
Ultraviolettfotografie von NGC 1851, aufgenommen von GALEX